# فلم عائلة ثورنبيري
فيلم عائلة ثورنبيري (بالإنجليزية: The Wild Thornberrys Movie) هو فيلم مغامرات أمريكي عام 2002 يستند إلى المسلسل التلفزيوني الذي يحمل نفس الاسم. الفيلم من إخراج كاثي مالكاسيان وجيف ماكغراث ، ويتابع الفيلم إليزا ثورنبيري ، في سعيها لإنقاذ شبل الفهد الصغير المسمى تالي من صيادين لا يرحمون. تم إنتاجه بواسطة نيكلوديون أفلام و Klasky Csupo وتوزيعه بواسطة باراماونت بيكتشرز.

## روابط خارجية
- مقالات تستعمل روابط فنية بلا صلة مع ويكي بيانات